# YUKI LIVE dance in a circle '15
『YUKI LIVE dance in a circle ’15』は2016年7月13日にリリースされたYUKIのライブ・ビデオ。

## 概要
2015年に行われたアリーナツアー「YUKI LIVE dance in a circle '15」から日本武道館でのライブを収録。

## 収録曲
1. プリズム
2. ロックンロールスター
3. ふがいないや
4. JOY
5. 誘惑してくれ
6. 好きってなんだろう…涙
7. キスをしようよ
8. ハローグッバイ
9. tonight
10. 愛に生きて
11. body movin’
12. COSMIC BOX
13. ドラマチック
14. Home Sweet Home
15. ハミングバード
16. ひみつ
17. 恋愛模様
18. Hello!
19. 星屑サンセット
20. Night & Day
21. ランデヴー
22. ワンダーライン
23. 鳴いてる怪獣
24. 歓びの種
25. WAGON

## ツアー日程
- 2015.10.04（日）千葉県・幕張メッセ・イベントホール
- 2015.10.13（火）東京都・国立代々木競技場・第一体育館
- 2015.10.14（水）東京都・国立代々木競技場・第一体育館
- 2015.11.07（土）大阪府・大阪城ホール
- 2015.11.08（日）大阪府・大阪城ホール
- 2015.11.18（水）東京都・日本武道館
- 2015.11.19（木）東京都・日本武道館